# Pueblo maba
El pueblo maba es también conocido como bitjoli, borgu, bura, mabaa, mabaan, mabba, maban, mabang, mabangi, maku, meban, mige, miki, moba o wadaian. La identidad maba se consolidó en el siglo XVI cuando las comunidades de pastores y agricultores de la zona montañosa oriental del Chad, entre Ouadai y Biltine se islamizaron. La religión musulmana, las lenguas maba y el liderazgo del primer sultán Abd-el-Kerim (1610-1640), cohesionaron a dichas comunidades cuyas aristocracias se rebelaron contra la hegemonía que el pueblo tundjur ejercía en la región de Ouadai, y fundaron un sultanato, más tarde Imperio de Uadai (Ouadai o Wadai) que perduró hasta inicios del siglo XX. La aristocracia maba se mantiene como referente político y religioso en el Chad.

## Demografía
A 2016 el pueblo maba reunía unas 574.000 personas distribuidas principalmente en el este del Chad, con grandes concentraciones en las prefecturas de Ouadai y Biltine (546.000 hab.) y en el vecino Sudán (28.000 hab.). También se reportaron a finales del siglo XX pequeñas comunidades maba en la República Centroafricana.
Siguiendo los mapas lingüísticos del Chad, las principales comunidades de habla maba están en:
-Región de Batham.
-Región de Ouaddaï, departamentos de Ouara
-Región de Sila, departamento de Djourf-al-Ahmar
-Región de Wadi Fira, departamento de Biltine, subprefectura de Biltine; la mayor parte del departamento de Ouara y los pueblos al sur de Biltine.

## Idioma

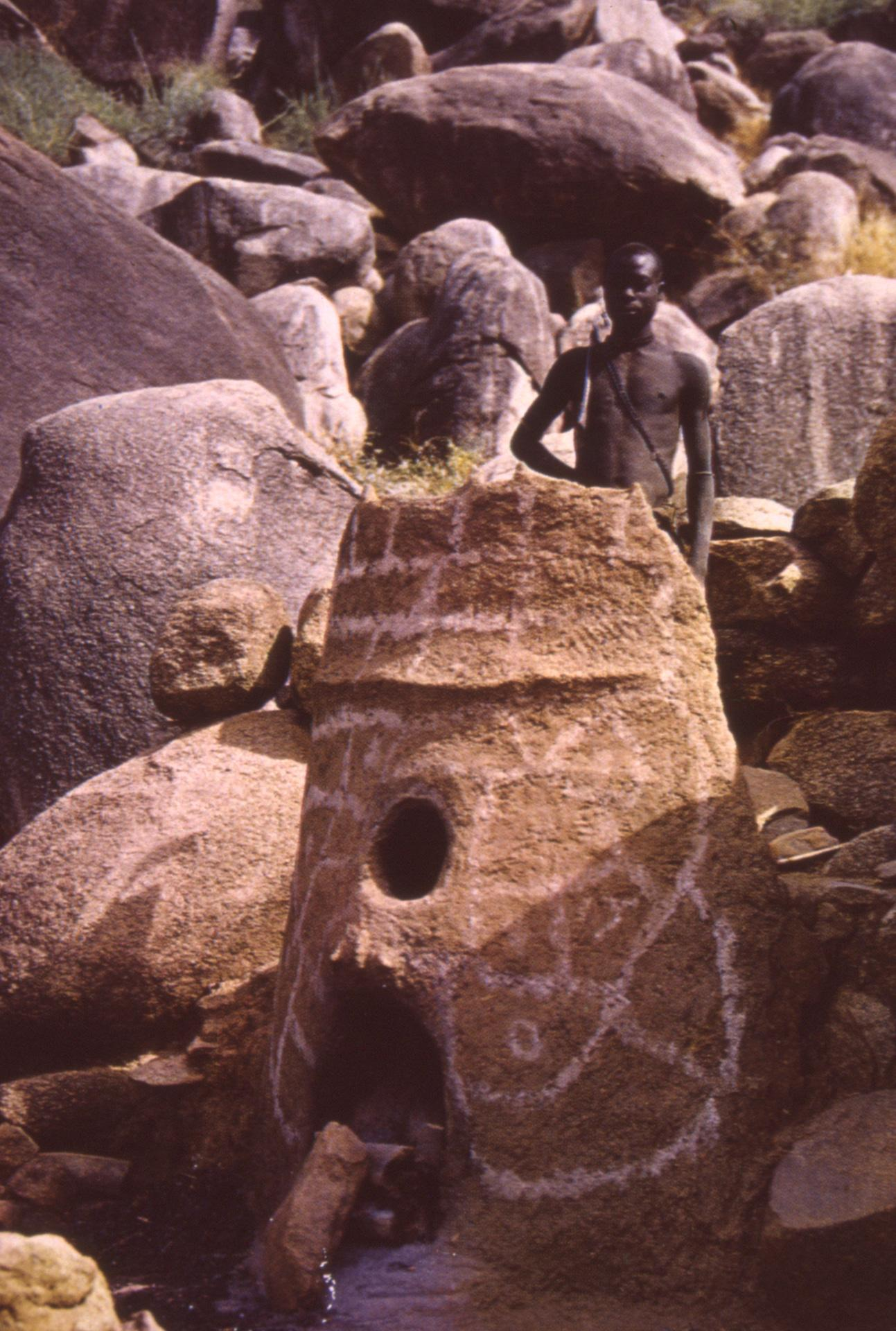
Horno metalúrgico del pueblo maba

El idioma maba también es conocido como duramabang, borgu, bura mabang, kabartu, kana mabang, kodroy, kondongo, mabaa, mabak, mabang, ouaddai, ouaddaien, wadai, o waddayen. Pertenece al filo de lenguas nilosahararianas y al tronco maban.

## Historia

Mapa de África Central en 1750, reinos de la región del Sudán

### Origen
Hasta el siglo XVI poco se sabe de los mabas. Se cree que es el nombre colectivo con que se designó a un grupo de etnias que habitaban la zona montañosa entre Ouadai y Biltine al que se unieron por conquista o asimilación otros pueblos de la vecina Darfur.

### Islamización

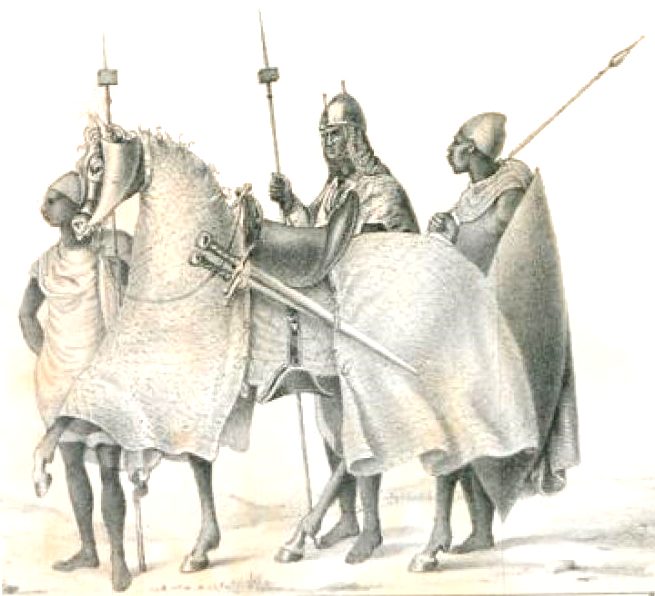
Guerreros del Imperio uadai

Mantuvieron relaciones comerciales con los árabes, quienes llamaban despectivamente ambáy (primitivos) a los mabas. Estos a su vez utilizaban el término aramgo (salvajes, bárbaros) para burlarse de los árabes. El vecino pueblo bulala ayudó a los árabes a extender el islam en la región y el pueblo maba pasó en el transcurso del siglo XVI de sus tradiciones animistas a la fe islámica, un proceso que en lo político pasó por una arabización cultural y la utilización de falsas genealogías de ascendencia árabe por parte de clanes locales para justificar su conversión.
Liderados por su primer kolak o sultán, Abd al-Karim, los mabas se rebelaron contra el pueblo tundjur (originarios de Darfur y a convertidos al cristianismo) que gobernaba el reino de Uadai desde 1611. En 1635 la rebelión maba triunfó y comenzó la expansión de sus territorios y la consolidación de su posición en las rutas comerciales del Sahara hasta convertirse en el Imperio uadai (wadai, ouadai). Uadai se convertiría en el estado más poderoso en el este de Chad, enviando expediciones militares contra Darfur en el este y Bornu y Kanem en el oeste, mientras periódicamente atacaba el sur en busca de personas para vender a las caravanas que surtían a los mercados de esclavos del norte.

### Época colonial francesa

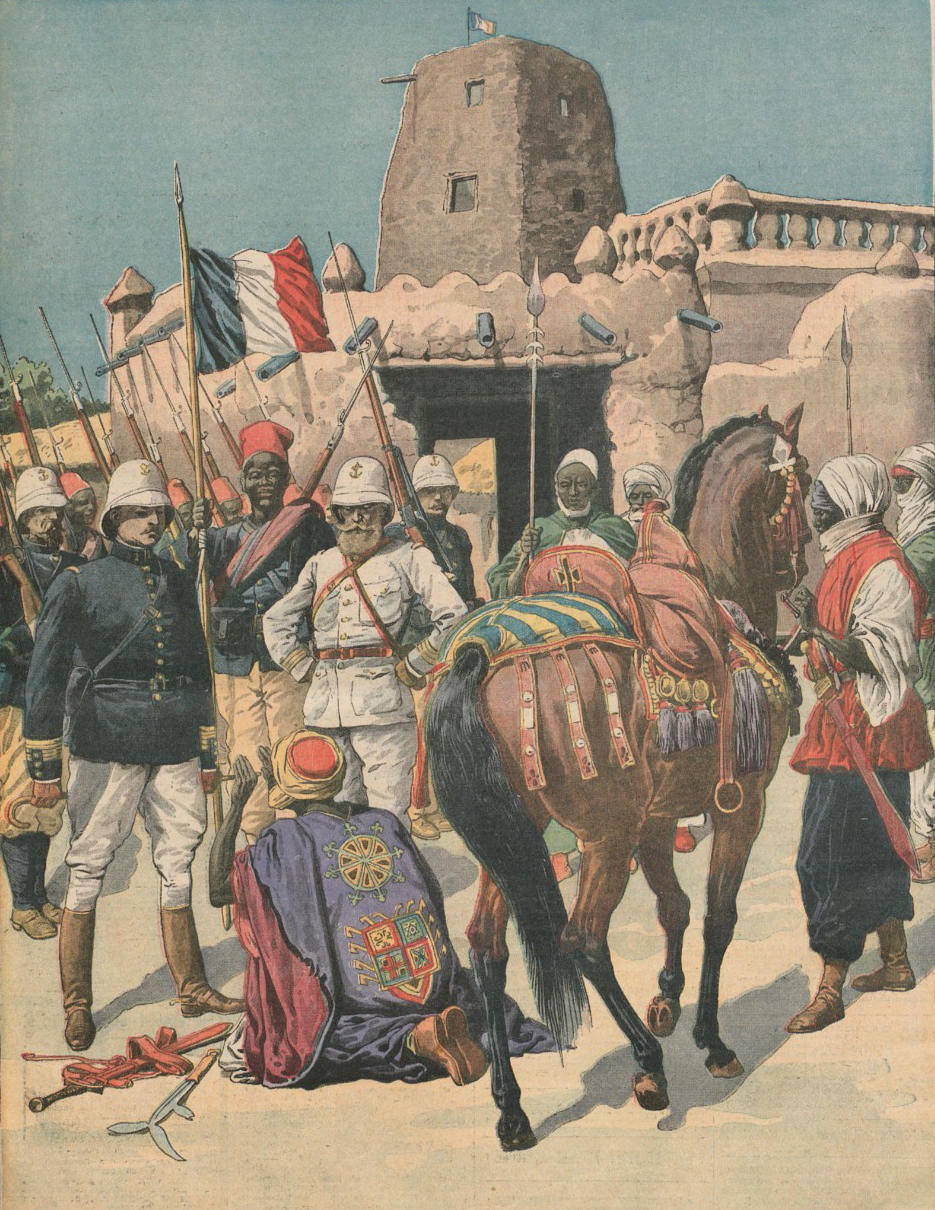
El sultán Dudmurrah de Uadai se rinde ante las fuerzas coloniales francesas (1911)

Una modificación de las rutas comerciales de las caravanas que comunicaban los mercados de Asia Menor con el norte de África benefició la posición y la economía de Uadai, marcando su mayor época de esplendor. Sin embargo a finales de siglo (1885, tras la Conferencia de Berlín) entró en escena el poder colonial francés. Esto provocó el declive del poder de los maba en la región. Los europeos aliados con las etnias locales históricamente acosadas militar y religiosamente por los mabas iniciaron una sangrienta represión contra los pueblos islámicos. Atacados, el poder de la aristocracia que gobernaba Uadai terminó por ser derrotada en 1915. En su lugar los franceses colocaron a un sultán, Acyl, que gobernó siguiendo sus indicaciones. La derrota dejó huellas en el pueblo maba, hasta entonces siempre victorioso y reanimó su identidad islámica. La lucha contra los “infieles” se intensificó hasta la independencia del Chad en 1960.

### Independencia del Chad

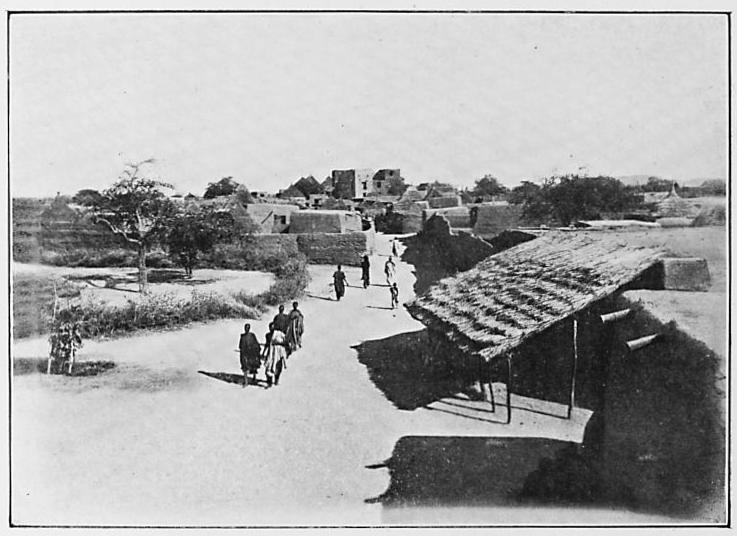
Abéché, antigua postal francesa (cropped)

Los franceses favorecieron a los grupos y etnias del sur del Chad, de mayoría cristiana y antiguas víctimas de los reinos islámicos del norte. La evolución política de Chad estuvo marcada por la debilidad institucional, la corrupción y un período de creciente concentración del poder absoluto en manos del presidente François Tombalbaye. Las purgas continuas de opositores políticos o sospechosos de serlo, así como la mala gestión política y económica del país motivó las rebeliones de algunas etnias del norte y el este como los toubou y los maba. La inestabilidad social culminó con el asesinato de Tombalbaye y el golpe de Estado en 1975.

## Sociedad
La autoridad más importante es el sultán de Abeché. La segunda jerarquía corresponde a la reina madre, de gran consideración popular e influencia. Dentro de la sociedad maba, y especialmente en la jerarquía tradicional de Abéché, los jefes y miembros de los clanes reales todavía poseían un gran prestigio y poder a finales del siglo XX.

## Economía
Viven de la agricultura alimentaria. La ganadería  está en manos de los más arabizados y comprende la cría ovina, bovina, caprina y caballar. Ni la recolección de los cultivos de acacia (goma arábiga) ni la herrería son trabajos aceptables para miembros de la aristocracia maba y suelen ser realizados por otros grupos étnicos.

## Grupos y subgrupos mabas
Dentro de las dificultades para la identificación etnográfica y lingüística de los pueblos, diversos estudios mencionan la existencia de grupos y subgrupos (a veces llamados clanes o linajes) dentro de la etnia maba. Para el africanista José Luis Cortés López, los mabas comprenden a los pueblos karanga, kashmere, bakha y koniéré, con identidades propias pero que comparten lenguas semejantes.
Para Amiram Gonen los kodoy, vinculados históricamente a la realeza del Imperio Uadai son un subgrupo maba de Abéché, capital del reino. Distingue a los subgrupos abissa, debba, dekker, madaba y malanga. Afirma que el pueblo djem, que habitaba exclusivamente en Camerún a finales del siglo XX es un subgrupo maba.
Samuel Decalo agrega a los runga, grupo que integran unas 28.000 personas y habitan en la República Centroafricana.